# Phở

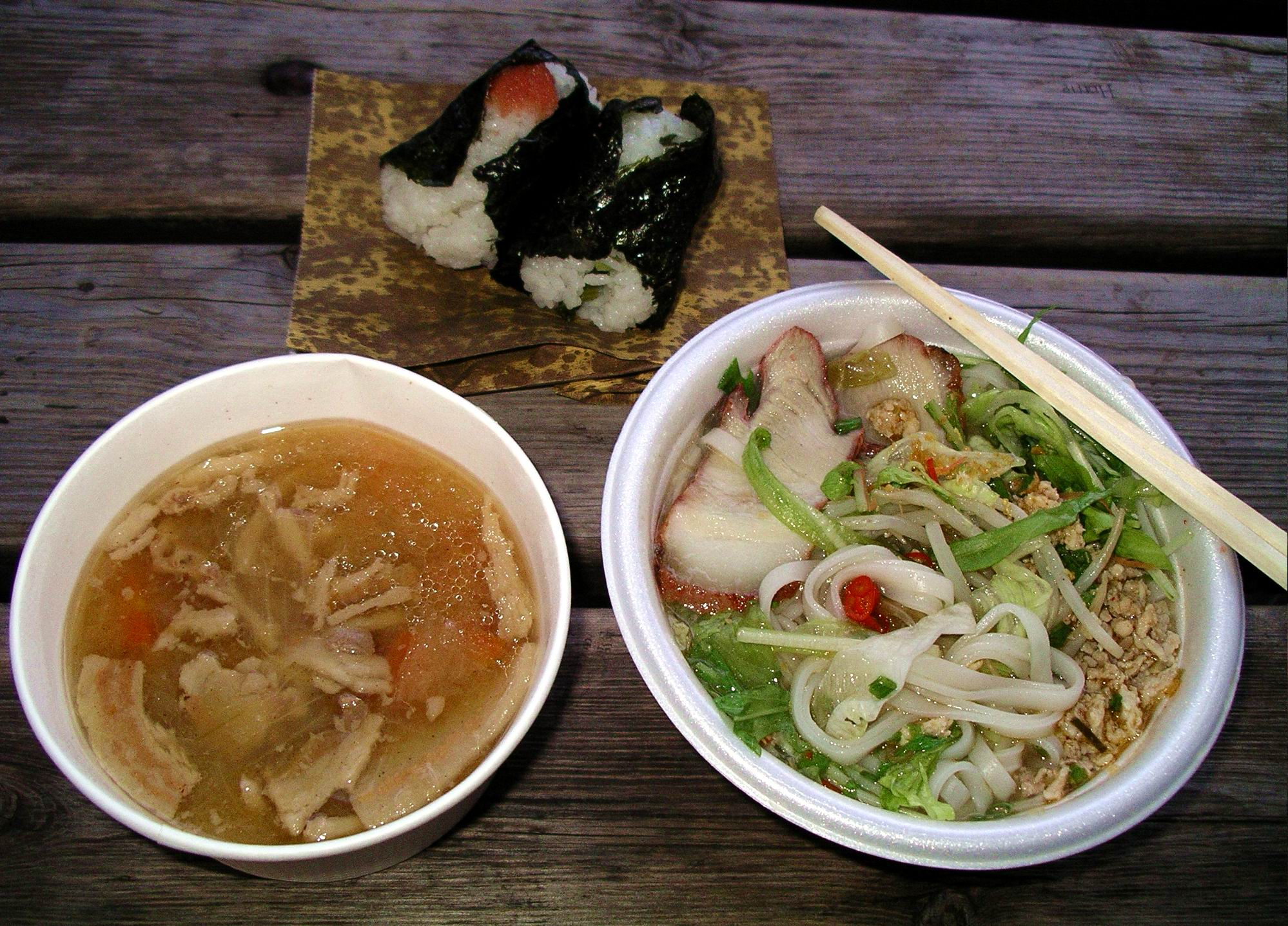
Phở (esquerra) acompanyat de onigiri (dreta).

El phở, pronunciat "foò" en vietnamita, és un plat tradicional de la cuina vietnamita basat en una sopa de fideus.
És un plat de fideus d'arròs blancs en un brou clar de vedella a la qual s'ha afegit alguns talls de carn, decorat amb alguns ingredients com cebes verdes, cebes blanques, fulles de coriandre, NGO gai ("herba especial") i menta. Basilisc, llimona o llima, brots de mongetes, i pebrot tots ells proporcionats juntament amb el brou en un plat separat, cosa que permet als comensals ajustar els sabors de la sopa als seus gustos.
S'hi afegeixen algunes salses com ara la hoisin, salsa de peix o la siracha per donar-li sabor.
El phở es va originar a la província de Nam Dinh, però va esdevenir popular a Hanoi. Se sol menjar per esmorzar, però també en altres moments del dia. És consumit principalment al nord del Vietnam, però avui en dia se serveix en molts restaurants d'Europa, EUA i Àsia, on hi viu la comunitat de l'àrea vietnamita.
Al nord del Vietnam, hi ha una versió menys picant de phở, cuinada només amb coriandre, cebes noves i pebre fresc.

## Galeria

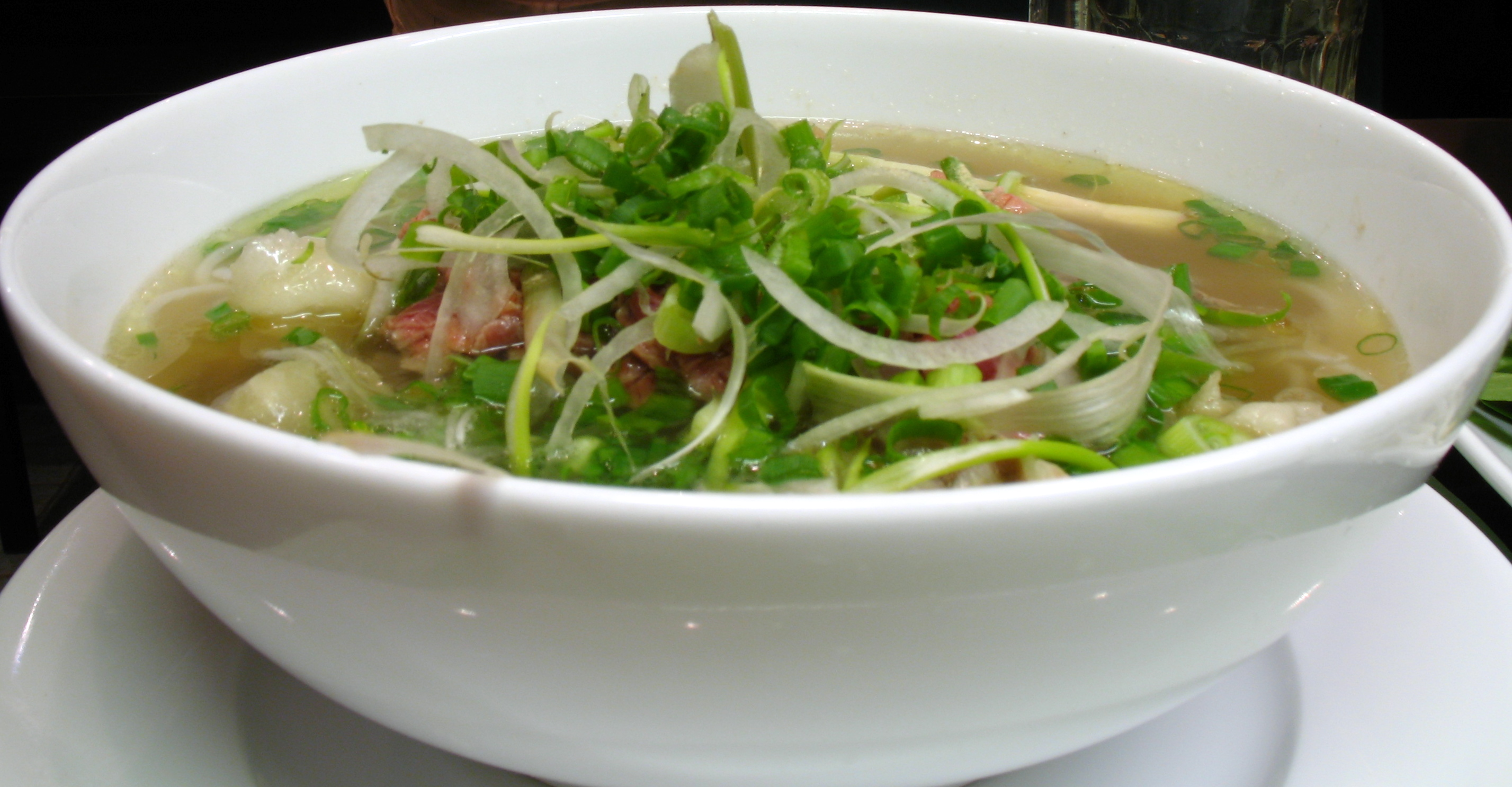
Pho alla Saigon
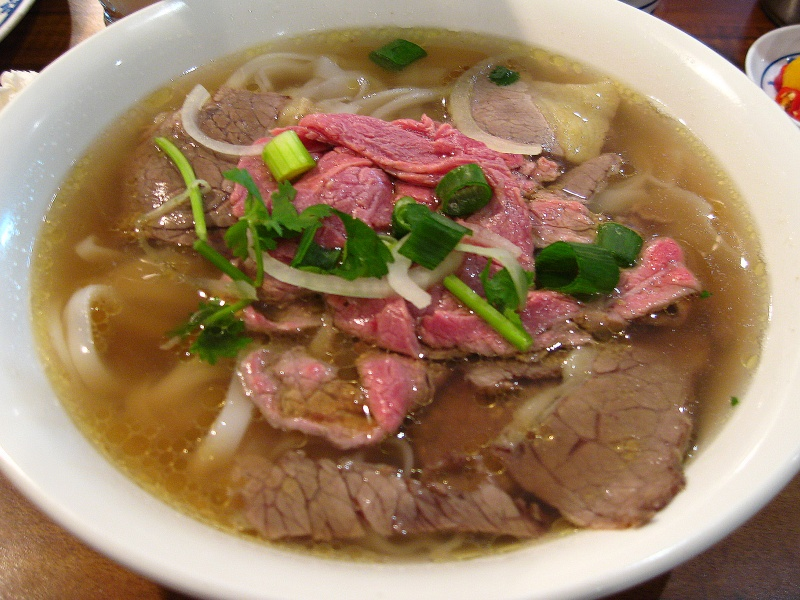
Pho amb vedella
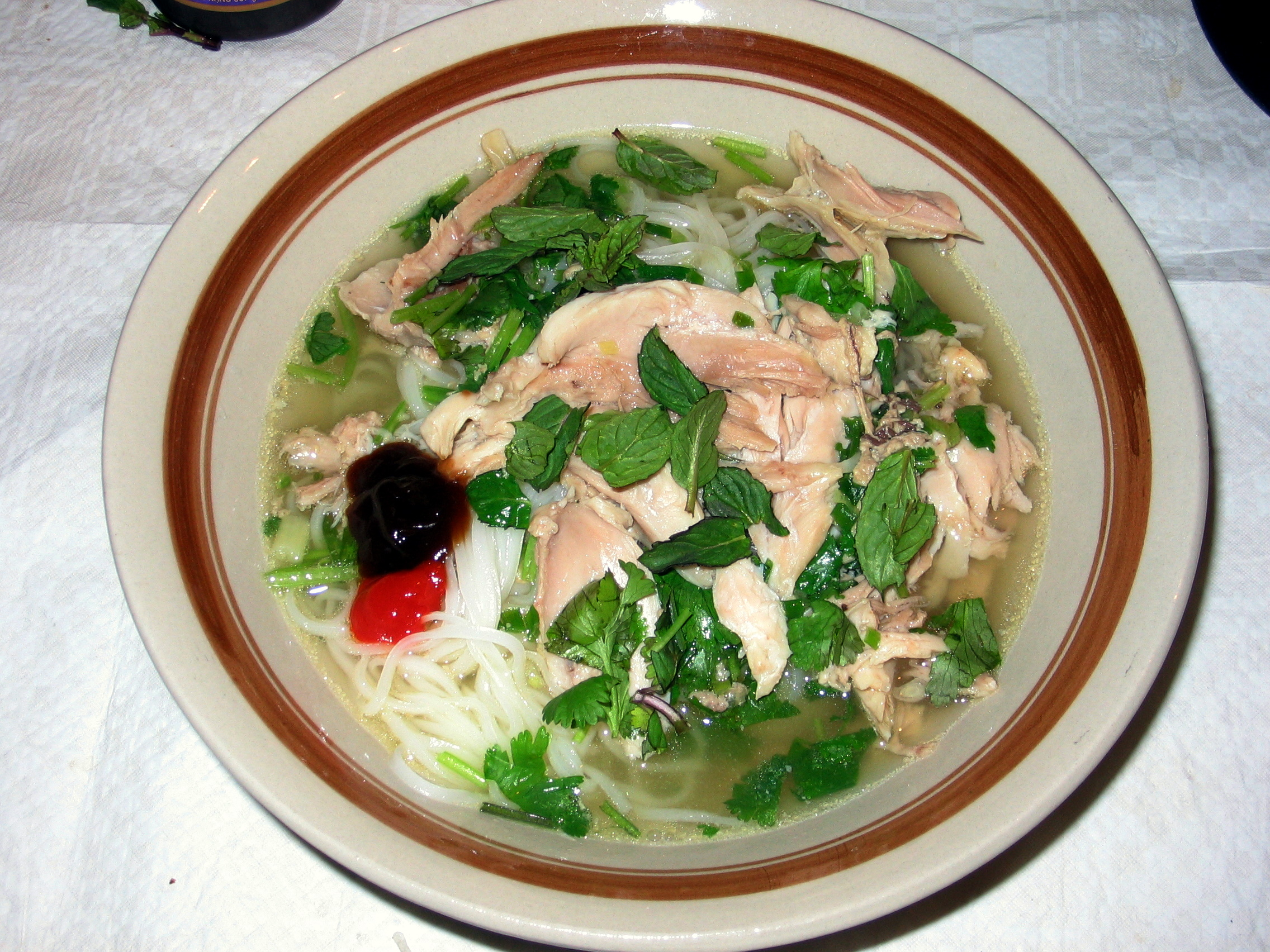
Pho amb pollastre